# 그란디아 II
《그란디아 II》는 게임 아츠가 제작한 2000년 롤플레잉 비디오 게임이다. 《그란디아》 시리즈 두 번째 본편으로 본래 드림캐스트로 개발돼 일본서 2000년 8월 출시됐다.
전작과 상관없는 별도의 세계관을 무대로 빛과 어둠의 신들간의 대립 사이에서 류도와 엘레나 2인이 겪은 모험을 그렸다. 《그란디아》 1편에 참여한 제작진 대부분이 재참가했으며 음악은 이와다레 노리유키가 다시 담당했다. 전작에서 연출한 동적 턴제 전투 시스템을 개량해 상대방의 공격을 취소하고 반격하는 등 전투에서 다양한 행동과 전략을 펼칠 수 있다.
드림캐스트 원작 출시 당시 《그란디아 II》는 혁신적인 전투 등으로 대체적으로 호평을 받았다. 2002년에 발매된 플레이스테이션 2 및 마이크로소프트 윈도우 이식판은 기술적 문제와 동시대에 발매된 경쟁작과의 비교 등으로 지적을 받았다. 2015년, 윈도우로 그래픽을 강화한 리마스터가 "애니버서리 에디션"이라는 부제와 함께 출시됐다. 2019년에 겅호 온라인이 배급을 맡으면서 새 부제 "HD 리마스터"로 개칭했다.

## 반응

### 드림캐스트판
원작 드림캐스트판 《그란디아 II》는 출시 당시 긍정적인 평가를 받았다.

## 참조

### 주해
1. ↑  영어: Grandia II, 일본어: グランディアII